# Kim Quế Hoa
Kim Quế Hoa (Giản thể:金桂华, Phồn thể:金桂華, Bính âm: Jīn Guìhuá) (1935-), là người dân tộc Triều Tiên (Trung Quốc). Ông sinh ra tại Thượng Hải. Ông từng là "quân chí nguyện" đã tham gia trong chiến tranh Triều Tiên với vai trò phiên dịch. Kim Quế Hoa từng là Tham tán Bộ Ngoại giao Cộng hòa Nhân dân Trung Hoa, Phó Giám đốc Văn phòng thông tin, người phát ngôn Bộ Ngoại giao. Ông cũng từng làm việc tại Đại sứ quán Trung Quốc tại Nam Tư, Đan Mạch, Malaysia kiêm nhiệm Brunei và Thái Lan, Phó Chủ tịch Văn phòng Ngoại vụ Trung Quốc. Ông hiện là Phó Giám đốc Ban Trung Quốc của Ủy ban Hợp tác An ninh châu Á - Thái Bình Dương.